# Пернамбуку
Пернамбуку (порт. Pernambuco) — штат Бразилії, розташований у Північно-східному регіоні. Межує зі штатами Параїба і Сеара на півночі, Піауї на заході, Алагоасом і Баїєю на півдні, на сході омивається Атлантичним океаном. Штат має площу 98 067 км², його столиця та найбільше місто — Ресіфі.
Назва штату буквально походить від назви деревини, яка експортувалась з його території у колоніальні часи. Скорочена назва штату «PE».

## Географія

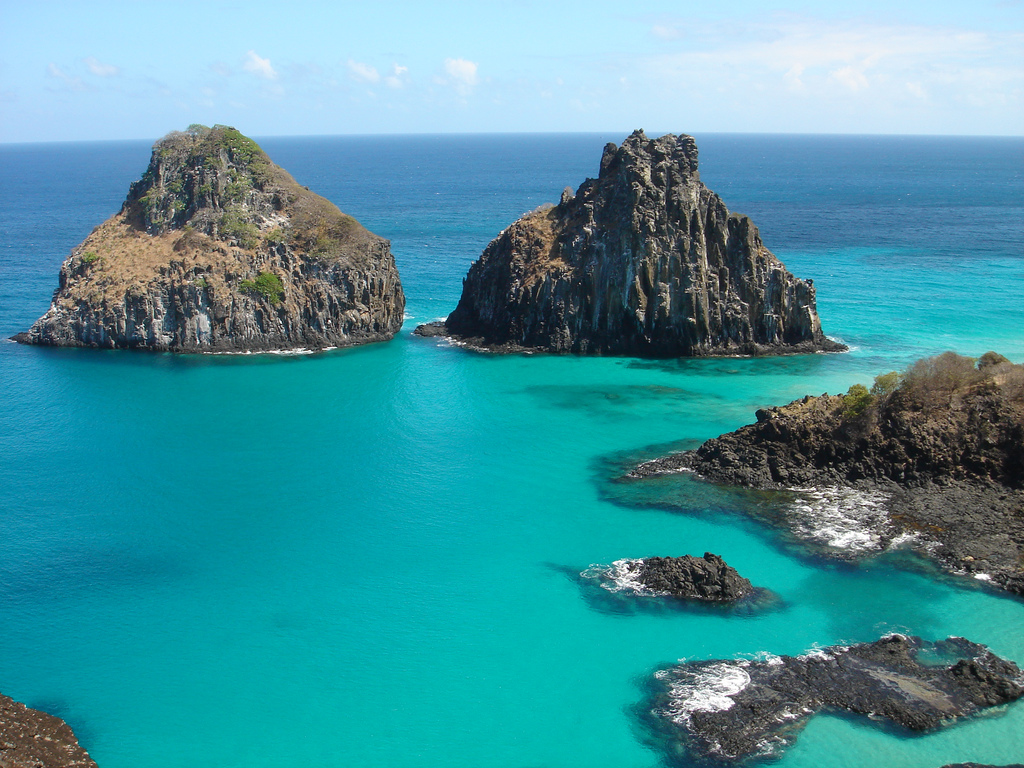
Острови Фернанду-ді-Норонья

Територія штату Пернамбуку поєднує в собі порівняно рівну прибережну зону, високе внутрішнє плато і середню зону, утворену терасами і схилами між першими двома. Більша частина населення сконцентрована в прибережній області.
Тропічний клімат району більш м'якший в його континентальній частині. Деякі населені пункти розташовані на висоті більше 1000 метрів над рівнем моря, і взимку температура там може опускатися до 5-10 °C. На узбережжі, що простягнулося на 185 км, розташовані пляжі, які вважаються одними з найпрекрасніших у Бразилії.
Адміністративний центр штату — місто Ресіфі, великий порт на узбережжі Атлантичного океану; друге за величиною місто — Олінда, розташоване в столичній області Ресіфі.
До складу штату також входить архіпелаг Фернанду-ді-Норонья, скелі Сан-Педру-і-Сан-Паулу та ще кілька невеликих острівців в Атлантичному океані.

## Історія
Назва штату Пернамбуку утворена від гідроніма, яке зазнало значного спотворення. Вихідна форма назви, реконструйована як Paranambuku, мала передбачуване значення «довга річка». За назвою місцевості Пернамбуку було названо пернамбукове дерево, відоме також як пау-бразіл; в період ранньої португальської колонізації ця рослина була основним предметом експорту.
У 1534 році на території Пернамбуку були засновані міста Ресіфі й Олінда, почали вирощувати плантації цукрової тростини і розпочато виробництво білого цукру, вельми популярного в Європі.
З 1630 по 1654 рр. Ресіфі й Олінда були захоплені голландцями; сліди їх перебування і досі помітні в архітектурі цих міст. 
1645 року відбулася Битва біля Тютюнної гори.
Пізніше, спад виробництва цукру і скасування рабства спонукали населення Пернамбуку брати участь у сепаратистських заколотах, зокрема в повстанні Праєйра 1848—1849 років.

## Адміністративний устрій
Адміністративно штат розділений на 5 мезорегіони і 19 мікрорегіонів. У штаті — 185 муніципалітетів.

## Економіка
Головними галузями економіки штату є сільське господарство, промисловість, туризм і медичний сервіс.
На узбережжі Пернамбуку знаходяться плантації цукрової тростини і маніоку, процвітає м'ясне тваринництво. На плоскогір'ї переважає пасовищне тваринництво (переважно велика рогата худоба). У штаті видобувають фосфорити.
Також, важливою галуззю економіки Пернамбуку є виробництво алкоголю, в тому числі і в технічних цілях.